# Kredit
Kredit (lat. credere — verovati) jeste poverenje jedne strane da obezbedi novac ili resurse drugoj
strani, gde druga strana ne uzvraća nikakvu vrednost u tom trenutku (stvara se dug), već
umesto toga daje obećanje da će vratiti novac ili resurse (ili neku drugu vrednost u istoj količini)
u kasnijem periodu. Drugim rečima, kredit je metoda pozajmljivanja novca ili resursa koji je
legalan, formalan i dostupan široj grupi ljudi koji se ne poznaju.
Obezbeđeni resursi mogu biti finansijski (ugovor o zajmu), ili u vidu dobara ili usluga (korisnički kredit). Kredit obuhvata bilo koji oblik odloženog plaćanja. Kredit daje kreditor, koji se takođe naziva i zajmodavac, a prihvata dužnik, koji se takođe naziva i zajmoprimac.
Adam Smit je verovao da je iz trampe nastao kredit, ali najnovija antropološka istraživanja su drugačije dokazala. Trampa se najviše odvijala između pojedinaca koji su imali poverenje jedni u druge npr. poznanici ili više plemena između sebe su najčešće vršili trgovinu upravo trampom. Suprotno, članovi istog plemena su vršili trgovinu preko kredita/dugova.

## Etimologija
Reč kredit je prvi put korišćena u engleskom jeziku 1520. godine. Izraz je nastao “iz francuskog jezika credit u srednjem veku (15. vek) koji je značio verovanje, poverenje, iz italijanskog credio, iz latinskog creditum “zajam, stvar koja je poverena drugoj osobi”, iz prošlog participa reči credere (vertovati). Komercialno značenje reči kredit je originalno iz engleskog jezika (kreditor 15. vek). Izraz “kreditna unija” je prvi put korišćen 1881. godine u američkom engleskom; izraz “kreditni rejting” je prvi put korišćen 1958. godine.

## Bankarski Kredit
Bankarski kredit čini najveći deo postojećih kredita. Tradicionalno viđenje banaka kao posrednika između zajmodavca i zajmoprimca je nepravilan. Moderno bankarstvo je sastavljeno od kreiranja kredita. Kredit se sastoji iz dva dela, kredit (novac) i njegov odgovarajući dug, koji zahteva povraćaj uz kamatu. Većina (97% do decembra 2013. godine ) novca u ekonomiji Ujedinjenog Kraljevstva je stvoreno putem kredita. Kad banka daje kredit (tj. daje pozajmicu), to se knjiži u aktivi na dugovnoj strani potraživanja za odobrene kredite a na potražnoj na žiro-računu banke. U međuvremenu, zajmoprimac dobija pozitivan priliv novca (koji se koristi za kupovinu nečega kao što je na primer kuća) ali takođe ekvivalentnu negativnu obavezu koja treba da se isplati banci u toku trajanja kredita. Većina ostavrenih kredita se koristi za kupovinu zemlje i nekretnine, što stvara inflaciju na ovim tržištima, koja je glavni pokretač ekonomskog ciklusa.
Kada banka da kredit, ona efektivno duguje novac sebi. Ako banka dozvoli previše kredita (onim zajmoprimcima koji nisu u mogućnosti da taj kredit vrate), banka će postati nesolventna, imaće veće obaveze od potraživanja. Materijalno beznačajna je činjenica da banka ni u jednom trenutku nije imala novac za pozajmicu – licenca banke dozvoljava banci da izda kredit – ali ono što je bitno je da su ukupna potraživanja banke budu veća od njenih obaveza i da on drži dovoljno likvidne aktive – kao što je gotovinski novac – da ispuni svoje obaveze prema dužnicima. Ukoliko to ne uradi ona je izložena riziku stečaja.
Postoje dva glavna oblika privatnog kredita koje banke odobravaju; neobezbeđeni kredit (bez garancije) kao što su potrošačke kreditne kartice i male neobezbeđene pozajmice i obezbeđeni krediti (sa garancijom) za koje se tipično garantuje samim predmetom kupovine novcem od kredita (kuća, čamac, automobil itd). Da bi smanjile izloženost riziku da ne dobiju svoj novac nazad (neisplaćivanje kredita), banke obično odobravaju velike kredite onima koje smatraju kreditno sposobnim ali takođe zahtevaju garantno obezbeđenje; nešto što je iste vrednosti kao pozajmica a što će biti preneto na banku ukoliko zajmoprimalac ne ispuni uslove vraćanja kredita. U tom trenutku, banka koristi prodaju onoga što je dato kao garantno obezbeđenje da bi smanjila svoje obaveze. Primeri obezbeđenog kredita uključuju hipotekarne kredite koji se koriste za kupovinu kuća, čamaca itd. i PCP (kredit sa individualno definisanim planom otplate) kreditne aranžmane za kupovinu automobila.
Kretanja finansijskog kapitala obično zavise ne samo od transfera kredita već i od transfera kapitala. Globalno kreditno tržište je tri puta veće od ukupnog globalnog kapitala. Kredit u suštini zavisi od reputacije ili kreditne sposobnosti lica koje preuzima odgovornost za sredstva. Kreditom se takođe trguje na finansijskim tržištima. Najčistiji oblik takvog tržišta je tržište razmene neisplaćenih kredita, to je suštinski tržište trgovine kreditima i u osiguranju kredita. Razmena neisplaćenog kredita predstavlja cenu po kojoj svaka od strana razmeni rizik – prodavac te zaštite preuzima rizik neisplaćenog kredita uz plaćanje naknade, koja se obično obeležava baznim poenima (jedan bazni poen iznosi 1/100 procenata) fiktivnog iznosa na koji se poziva, dok kupac zaštite plaća premiju i ukoliko osnovna obaveza (pozajmica, obveznica ili druga vrsta potraživanja) ne bude isplaćena, prenosi to potraživanje na prodavca zaštite i prima od prodavca nominalnu vrednost (to jest celokupnu obavezu).

## Vrste
Postoji viša vrsta kredita uključujući, ali se ne ograničavajući na kredite banke, komercijalne kredite, potrošačke kredite, investicione kredite, međunarodne kredite, državne kredite i kredite za nekretnine.

### Trgovinski Krediti
U komercijalnoj trgovini, termin "trgovinski kredit" označava odobrenje naknadnog plaćanja kupljene robe. Kredit se ponekad ne odobrava kupcu koji je finansijski nestabilan ili je u finansijskim poteškoćama. Kompanije često nude trgovinske kredite svojim klijentima kao deo uslova ugovora o kupovini. Organizacije koje nude kredit svojim klijentima obično zapošljavanju menadžera za kredite.

### Potrošački kredit
Potrošački kredit se može definisati kao "novac, roba ili usluga koja se obezbeđuje pojedincu u odsustvu plaćanja koje se odmah vrši". Uobičajeni oblici potrošačkog kredita uključuju kreditne kartice, kartice prodajnih lanaca, finansirane kupovine motornih vozila, pozajmice sa individualnim planom otplate, potrošačke linije kredite, maloprodajne pozajmice I hipotekarne kredite. Ovo je široka definicija potrošačkog kredita I odgovara definicije Banke Engleske "pozajmljivanje pojedincima". Imajući u vidu veličinu I prirodu hipotekarnog tržišta, mnogi klasifikuju hipotekarne pozajmice kao posebnu kategoriju individualnih pozajmica a hipotekarni krediti vezani za nekretnine su isključeni iz neke od definicija potrošačkih kredita kao što je ona koju su prihvatile Savezne reserve SAD.
Trošak kredita je dodatni iznos, koji se naplaćuje kao dodatak na pozajmljeni iznos a koji zajmoprimalac mora da plati. On uključuje kamatu, troškove obrade kredita i druge troškove. Neki troškovi su obavezni, njih je definisao zajmodavac kao sastavni deo kreditnog aranžmana. Drugi troškovi, kao što su oni za osiguranje kredita, mogu biti opcioni; zajmoprimalac odlučuje da li želi da se oni uključe u ugovor.
Kamate i drugi troškovi su predstavljeni na različite načine ali u mnogim zakonodavstvima se od zajmodavca zahteva da dostavi cenu za sve obavezne troškove u formi godišnje stope u procentima.. Cilj obračuna godišnje stope je da se promoviše "istina prilikom davanja zajmova", da bi se potencijalnim zajmoprimaocima stvorila jasnija slika pravih troškova uzimanja pozajmice i da bi se omogućilo upoređivanje između konkurentnih proizvoda. Godišnja stopa se izvodi iz obrasca plaćanja avansa i otplate tokom trajanja ugovora. Opcioni troškovi obično nisu uključeni u obračun godišnje stope APR.